# Mănăstirea Bistrița (județul Neamț)
Mănăstirea Bistrița din județul Neamț se află în satul Bistrița, comuna Alexandru cel Bun și a fost zidită înainte de anul 1407 (prima atestare documentară) de către domnitorul Alexandru cel Bun al Moldovei (1400-1432), care a înzestrat-o cu sate, moșii și odoare scumpe. În anul 1498, Ștefan cel Mare a zidit un turn clopotniță, cu paraclis, închinat Sfântului Mucenic Ioan cel Nou de la Suceava, cu o pictură în frescă de o mare valoare artistică și iconografică, care se păstrează până astăzi. În 1546, Petru Rareș a renovat mănăstirea și a construit un zid împrejurul ei. Tot el i-a dăruit satul Mojeștii cu tot cu venitul produs de acesta. La 1554, Alexandru Lăpușneanu a renovat mănăstirea complet.
Mănăstirea Bistrița este inclusă în Lista monumentelor istorice din România, având codul de clasificare  NT-II-a-A-10593.

## Istoric
Mănăstirea Bistrița are o foarte mare valoare istorică și arheologică. Este zidită în stil bizantin, bogat ornată, având ușa de la intrare păstrată din momentul construirii fiind lucrată cu multă artă. Se remarcă icoana Sfintei Ana, mama Maicii Domnului. După tradiție, această icoană a fost dată ca „dar de patron” Doamnei Ana, soția lui Alexandru cel Bun, de către împărăteasa Irena (Ana), soția împăratului bizantin Manuil al II-lea Paleologul (1391-1425) și de Patriarhul Matei, ai Constantinopolului, în 1401. Ulterior, familia voievodală dăruiește icoana Sfintei Ana Mănăstirii Bistrița.
În biserica mănăstirii sunt înmormântați: Alexandru cel Bun, soția lui Ana, Alexandru - fiul lui Ștefan cel Mare, Chiajna - soția lui Ștefan Lăcustă, Anastasie - Mitropolitul Sucevei.
Mănăstirea Bistrița este locul în care a fost creat unul dintre cele mai vechi monumente ale culturii medievale românești: Pomelnicul de la Bistrița. Acest pomelnic oferă cele mai interesante date despre începutul istoriei voievodale și bisericești din Moldova.
Mănăstirile reprezintă cea mai importantă categorie a monumentelor ce au supraviețuit intemperiilor vremurilor, multe dintre ele fiind oglinzi ale epocilor trecute. În jurul mănăstirilor s-a dezvoltat atât viața religioasă a comunității cât și cultura națiunii. Ele, mănăstirile, mai pot ilustra și o dimensiune militară, multe dintre ele fiind adevărate cetăți și jucând un rol activ în sistemul defensiv al țării, având în vedere restricțiile impuse de dominația otomană mai ales după mijlocul secolului al XVI-lea.
Mănăstirile și schiturile construite de voievozi și boieri, înzestrate cu un bogat patrimoniu și importante privilegii, sunt depozitare ale unui bogat tezaur de cultură și civilizație românească. Mesajul istoric transpare din picturile murale, din pomelnicele străvechi păstrate, obiecte de cult, cărți tipărite, monumente funerare și inscripții în piatră, conservate, dar și în glorificarea voievozilor care le-au clădit, o parte a acestor monumente reprezentând un gest de mulțumire adus lui Dumnezeu pentru ajutorul în lupte.
Unul din principalele monumente istorice, vatră de credință și de cultură românească, ostrov al evlaviei străbune, cu o existență de mai bine de șase sute de ani, adăpostind oseminte domnești și fapte de neuitat din istoria și viața spirituală a neamului nostru este și Mănăstirea Bistrița din Județul Neamț. Ctitorie a patru voievozi mușatini, Alexandru cel Bun (1400-1432), Ștefan cel Mare (1457-1504), Petru Rareș (1527-1538, 1541-1546) și Alexandru Lăpușneanu (1552-1561), Mănăstirea Bistrița este locul în care a fost creat cel mai vechi monument al culturii noastre medievale, și anume, Pomelnicul de la Bistrița. Acest pomelnic oferă cele mai interesante date despre începutul istoriei voievodale și bisericești din Moldova. Pomelnicul de la Bistrița arată că, pentru români, cultura nu poate fi despărțită de cult și, de fapt, cultul este rădăcina cea mai adâncă a culturii noastre. În jurul Bisericii s-a plămădit și s-a binecuvântat, s-a consolidat și s-a transfigurat cultura noastră și istoria. De aceea, Mănăstirea Bistrița este taină și simbol pentru istoria neamului nostru. Este taină și simbol al statorniciei noastre în credința, a îmbinării dintre cult și cultură, a legăturii dintre istorie și veșnicie.
Cu toate că Mănăstirea Bistrița este una dintre ctitoriile cele mai de seamă ale Moldovei, ctitorie a patru domnitori, că are o vechime de mai bine de șase secole, că a avut un însemnat rol duhovnicesc și cultural, este cunoscută în mod nedrept de puțin. 
Mănăstirea Bistrița, alături de alte mănăstiri și vechi locașuri de cult, este reprezentativă pentru istoria, arhitectura și arta feudală românească.

## Așezarea mănăstirii
Mănăstirea Bistrița, vechea ctitorie mușatină, este situată în partea de apus a Municipiului Piatra – Neamț, la 8 kilometri distanță, pe valea râului Bistrița, spre orașul Bicaz, în comuna Alexandru cel Bun. Ea străjuiește aici de peste șase veacuri ca o neclintită mărturie de credință, ca un odor de mare preț și turn de veghe al Moldovei, spre lauda lui Dumnezeu, spre mângâierea bunilor creștini și dăinuirea neamului românesc.
În partea de răsărit a mănăstirii se înalță dealul Cetățuia, îmbrăcat în păduri
de stejar și molid, în partea de apus străjuiește „platoul lui Petru Rareș”și muntele Simon, la nord opcina Ciprianei, acoperită de poieni, iar spre miazăzi se întinde satul Bistrița. În mijloc, între păduri și sate, se află străjuind, ca o adevărată cetate, Mănăstirea Bistrița.
Incintă mănăstirii are o formă aproape pătrată, fiind înconjurată de un zid din piatră, înalt de 4-6 metri, prevăzut, pe alocuri, cu metereze și zid de strajă. Incinta închisă de aceste ziduri păstrează o atmosferă caldă, liniștită, care te îndemnă la meditație, nesimțindu-te claustrat, ci protejat, nu atât de ziduri, cât de sentimentul că ești aproape de Dumnezeu și de vrednicii strămoși.
Intarea în mănăstire se face prin bolta unui turn, cu un paraclis la etaj închinat Sfântului Ierarh Nicolae, care, împreună cu clădirea din stânga și zidul înconjurător al mănăstirii au fost zidite de Petru Rareș între 1541-1546. Zidul a servit, în scurgerea vremurilor, nu numai ca înprejmuire, ci și ca zid de apărare, din spatele căruia se va fi auzit zgomot de arme și se vor fi văzut viteji încordând arcurile. A fost refăcut în 1776 de egumenul Iacov Arhimandritul. 
În centrul incintei se înalță, stăpânind împrejurimile și răspândind, ca o mireasmă, duhul marilor voievoizi și clerici, biserica, adevărată catedrală mușatină, zidită de Alexandru cel Bun între 1400-1402 și refăcută apoi de Alexandru Lăpușneanu la anul 1554.
În partea nord-est a bisericii se află turnul clopotniță zidit de Sfântul Voievod Ștefan cel Mare la 1498, cu un paraclis la etaj, închinat Sfântului Ioan cel Nou de la Suceava. De clopotniță este lipit un adaos ce completează paraclisul lui Ștefan cel Mare, zidit de Petru Rareș între anii 1541-1546.
În unghiul de nord-vest al incintei vedem casa domnească a lui Alexandru cel Bun, restaurată și înnoită de Petru Rareș, de care se leagă un corp de chilii din secolul XVIII, în care astăzi se află trapeza și bucătăria mănăstirii. 
În partea de est a incintei se află un corp de chilii, precum și în partea de nord, în acesta din urmă gasindu-se veșmântăria, biblioteca și cancelaria mănăstirii. 
La intrare in incinta mănăstirii, în partea de sud, atrage atenția o monumentală statuie (din marmură, înaltă de 3 m) a lui Alexandru cel Bun, ridicată în anul 1982, cu prilejul împlinirii a 550 de ani de la moartea marelui ctitor. 
În afara zidului de incintă, în partea de nord, este actuala stăreție, un corp de chilii, arhondaricul și gospodăria mănăstirii. 
Înainte de intrare propriu-zisă in incinta mănăstirii, în partea dreaptă, se găsesc cimitirul, biserica cimitirului, un corp de chilii și spații de cazare pentru pelerini, iar în partea stângă livada mănăstirii.
Odată cu trecerea timpului, ctitoriile de la Bistrița ale marilor voievozi și-au pierdut din frumusețea și strălucirea, pe care ctitorii lor le-a dat-o dintru început. Prin intervențiile ce s-au făcut în timpul unelor lucrări de restaurare – ex.: reparațiile de la Casa domnească din 1792, când s-au sacrificat mari porțiuni de frescă originală și s-au mărit ferestrele și ușile – aceste monumente au suferit și multe modificări. Însă, între anii 1967 și 1984, la Bistrița au avut loc vaste lucrări de restaurare generală, în urma cărora Mănăstirea Bistrița și-a recăpătat mult din înfățișarea pe care a avut-o odinioară.

## Icoana făcătoare de minuni a Sfintei Ana
Cel mai de preț odor cu care și-a înzestrat Alexandru cel Bun ctitoria sa, Mănăstirea Bistrița, a fost icoana Sfintei Ana, păstrată cu sfințenie până astăzi și cinstită cu multă evlavie de credincioșii creștini.
După tradiție, acestă icoană ar fi fost dată ca „dar de patron” Doamnei Ana, soția lui Alexandru cel Bun, de către împărăteasa Irena (Ana), soția împăratului bizantin Manuil a al II-lea Paleologul (1391-1425) și de Patriarhul Matei, ai Constantinopolului, în 1401.
Icoana a fost trimisă la Suceava prin delegații: ieromonahul Grigorie Țamblac și Manuil Arconti (Arhon).
La anul 1407-1408, Doamna Ana, însoțită de curteni și de Dionisie (Dometian), egumenul Mănăstirii Bistrița au dus cu alai domnesc și au dat dar veșnic icoana Sfintei Ana, Mănăstirii Bistrița  .
Un manuscris de la începutul secolului al XVIII-lea, atribuit Mitropolitului Gheorghe al Moldovei și Sucevei (1723-1729), păstrat la Arhivele Statului din Piatra Neamț, conține o informație semnată de sus-numitul mitropolit, privind donația icoanei Sfânta Ana de Manuil al II-lea Paleologul, familiei lui Alexandru cel Bun, din care cităm: „... Iar maica lui Andronic Paleolog îi mera numele Anna, împărăteasa lui Mănăil (Paleolog), și măria sa încă au trimis dar, Doamnei Annei fericitului Alexandru Vodă, o sfântă icoană, Sfânta Ana, maica Maicii Preacuratei, făcătoare de minuni, ferecată și împodobită cu cheltuială împărăteasă. Iar Măria sa, Doamna Ana, o au trimis dar Mănăstirii Bistrița, fiind făcută sfânta mănăstire de fericitul Alexandru V (oie) v (od) și Doamna Ana. Iar această sfântă icoană, la vreme de neploaie, scoțându-să cu litanie afară din mănăstire și făcând o sfeștanie, până ce să întoarce în mănăstire numai ce plouă, de nu peste tot, iar câtu-i hotarul mănăstirii... Și acestă istorie am scris eu cu condeiul meu, Mitropolitul Gheorghe, la anul 7231 (1724), februarie 19...”. 
Icoana Sfintei Ana este una dintre cele mai vechi icoane voievodale din România, legată de evlavia credincioșilor, ca o icoană protectoare a familiei, a copiilor și a bolnavilor. Pentru aceasta icoana este deosebit de mult prețuită de toți, ca un odor străbun și dar de la Dumnezeu, spre mângâierea credincioșilor. În fața ei și-au plecat genunchii Alexandru cel Bun, cu soția și copii săi, Ștefan cel Mare, Petru Rareș, când era urmărit de Soliman Magnificul, apoi Alexandru Lăpușneanu și numeroși ierarhi, cronicari și dregători, ca și generații întregi de călugări, care au menținut aici nestinsă candela evlaviei, a credinței noastre ortodoxe și amintirea fericiților ctitori.
În secolul al XVIII-lea icoana a fost restaurată, iar în anul 1853 a fost așezată într-o nouă strană de lemn sculptat și aurit, donată de Ieromonahul Varnava, egumenul Mănăstirii Pângărați, care s-a vindecat aici de o grea boală, cum reise din însemnarea de pe medalionul de deasupra ei.

## Pomelnicul Mănăstirii Bistrița
Început, continuat și încheiat, la această mănăstire, în care sunt trecuți domni și membri ai familiei acestoa, arhierei, arhimandriți, călugări, donatori de tot felul, mari dregători, logofeți, vornici, hatmani, și oșteni de frunte căzuți în lupta de la Podul Înalt, este, fără îndoială, o lucrare istoriografică de referință pentru trecutul istoric al Moldovei.
Acest document a fost citat pentru prima dată în secolul al XVIII-lea, de Axinte Uricarul. 
În fruntea pomelnicului este notată data, 6915 (1407, indictionul 15, crugul soarelui 27, al lunii 18, când a început scrierea sa la Mănăstirea Bistrița. În introducere se fac considerații generale privind milostenia și mântuirea, apoi se arată că înscrierea în pomelnic a dreptcredincișilor binefăcători se făcea numai cu „sfatul egumenului și (a) tuturor celor întru Hristos frați”. Sunt pomeniți, în continuare, „binecinstitorii domni ai Moldovlahiei”. Despre domnii din secolul al XIV-lea, începând cu Bogdan I și sfârșind cu Iuga, nu se dau nici un fel de amănunte, ei sund doar pomeniți și atât; cei din secolele XV-XVI apar împreună cu diferiți membri ai familiei lor, printre ei, înafară de moldoveni, sunt unii din Țara Românească, iar alții, îndeosebi rudele lui Ștefan cel Mare, din Mangup, Kiev și Moscova. Alexandru cel Bun este numit în pomelnic „adevăratul ctitor al acestui sfânt locaș”. Urmează „arhierei”, printre care, pe lângă Iosif, Teoctist, Teoctist, Gheorghe (mitropoliții Moldovei și Sucevei), Vasile, tarasie și Pahomie (episcopii Romanului), sunt pomeniți Ioan și Samuil, probabil arhipăstori în vreun scaun chiriarhal (Suceava, Roman sau Rădăuți), despre care nu, din nefericire, nu avem, încă, informații documentare sigure. Sunt pomeniți, apoi, „arhimandriții”, începând cu Dionisie adică Dometian, „conducătorul acestui sfânt locaș” , urmează „cinurile călugărești”, printre care monahul „Paisie Uricul” și fiul său, „monahul Gavriil scriitorul”, „ierodiacon Paladie și scriitor”, de la Putna, „ierodiacon Teodor și scriitor”de la Neamț și mulți alții de la Bistrița, Neamț, Probota, Bisericani, Moldovița și Râșca, câțiva „arhipăstori”, printre ei Anania al Ungrovlahiei, un Laz (Eleazar) neidentificat, Anastasiei al Vadului și Prohor al Ohidrei, „călugărițele”, „boierii Țării Moldovlahiei”, „muntenii din Chilia”, „neamul Nicorescului”, „creștini dreptcredincioși”, boieri care „au murit în război cu turcii”, la Vaslui, în ianuarie 1475 și alții (boieri munteni și moldoveni, preoți, călugări, credincioși).
Pomelnicul de la Bistrița este scris de mai multe mâini, fapt demonstrat de diversitate grafiei. Astfel, două file și jumătate, în care sunt pomeniți domnii până la Ștefan cel Mare inclusiv, sunt scrise de o mână, apoi, în continuare, de mai multe mâini.
Deși, în partea introductivă este notat anul când a început scrierea acestui pomelnic, s-au purtat discuții vii cu datarea acestui important izvor al istoriei noastre, formulându-se diferite ipoteze de învățați renumiți ca: D. A. Sturza, Melchisedec, I. Bogdan, m. Lascaris, Miletic, r. Rosetti, Ilie Minea, C. C Giurgescu, Iațimirscki, Victor Motogna, I. Vlădescu, P. P. Panaitescu ș. a. Slavistul Damian P. Bogdan, studiind critic acest valoros manuscris, Pomelnicul Mănăstirii Bistrița, a ajuns la concluzia că primele trei file au fost copiate în timpul domniei lui Ștefan cel Mare, după un pomelnic început în anul 1407, care, probabil, era scris pe tăblii de lemn sau pictat pe peretele de la proscomidiar. Ulterior, pomelnicul a fost completat, adăugându-se nume și însemnări; ultima însemnare s-a făcut în anul 1682; deci pomelnicul a fost scris într-un răstimp d aproape trei secole. Început în 1407, după ce Dometian a fost rânduit stareț al Mănăstirilor Neamț și Bistrrița, pomelnicul a fost retranscris, completat cu nume noi de domni, ierarhi, călugări și dreptcredincioși binefăcători și tălmăcit în limba română.
Pe cât se știe, n-a pus nimeni, până acum, sub semnul întrebării locul unde s-a scris pomelnicul și nici autorii sau scriitorii acestui valoros document istoriografic. Din cuprinsul, său reiese limpede că locul unde a început scrierea și unde a fost completat până la forma sa cunoscută este Mănăstirea Bistrița. Chiar fraza de început este deplin lămuritoare în acestă privință: „... în hramul Adormirii Preacuratei Stăpânei noastre Născătoare de Dumnezeu și Pururea Fecioarei Maria ce-i la Bistrița”, apoi Alexandru cel Bun apare cu adaosul complementar „adevăratul ctitor al acestui sfânt locaș”. Scriitorii pomelnicului nu apar cu numele lor, sunt deci, anonimi, dar din cuprinsul său reiese că ei erau călugări care, cu siguranță, viețuiau la Bistrița. De pildă, hotărârea normativă de a scrie, în pomelnic, numele ctitorilor și binefăcătorilor, numai „cu sfatul egumenului și atuturor celor întru Hristos frați”, fusese luată în mănăstire; considerațiile teologice privind milostenia, răsplata și mântuirea, pe care le întâlnim în introducere, sunt făcute, foarte probabil, de un monah; menționarea corectă a rangurilor și titlurilor pe care le aveau slujitorii bisericești, trecuți în pomelnic – mitripolit, episcop, arhiereu, arhimandrit, egumen, monah, ieromonah, ierodiacon, duhovnic, clisiarh (Grigore), eclesiarh al Mitropoliei (Cozma) – constituie dovada că scriitorii au fost monahi car cunoșteau bine terminologia bisericească; referiri la vestiții copiști și miniaturiști din Mănăstirile Neamț și Putna – Gavriil, Paladie, Teodor – de asemenea, demonstrează că alcătuitorii pomelnicului erau monahi; în sfârșit, cine putea ști mai bine de unde erau unii monahi, ctitori și binefăcători – unii de la Neamț, alții de la Probota, Bisericani și Râșca – decât călugării care viețuiau la Bistrița! 
Cel mai probabil, acestă lucrare istoriografică, Pomelnicul Mănăstirii Bistrița, a fost scrisă ori la altarul bisericii, ori al egumenie sub îndrumarea egumenului, ori în chiliile unor călugări anonimi care, în condițiile vremii, erau cărturari.

## Fotogalerie

Stema Moldovei și pisania
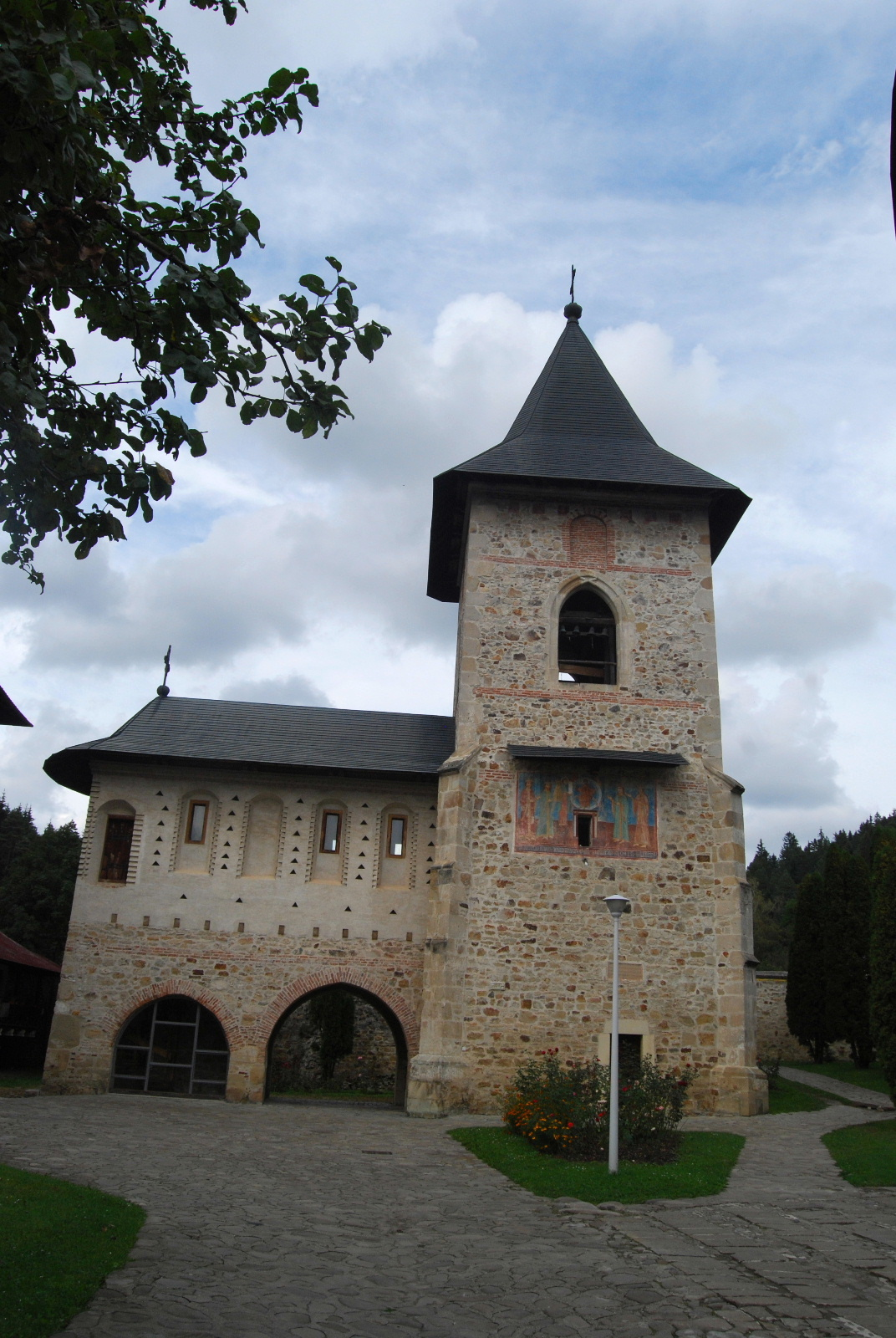
Turnul Clopotniță
Ușă gotică
Biserica
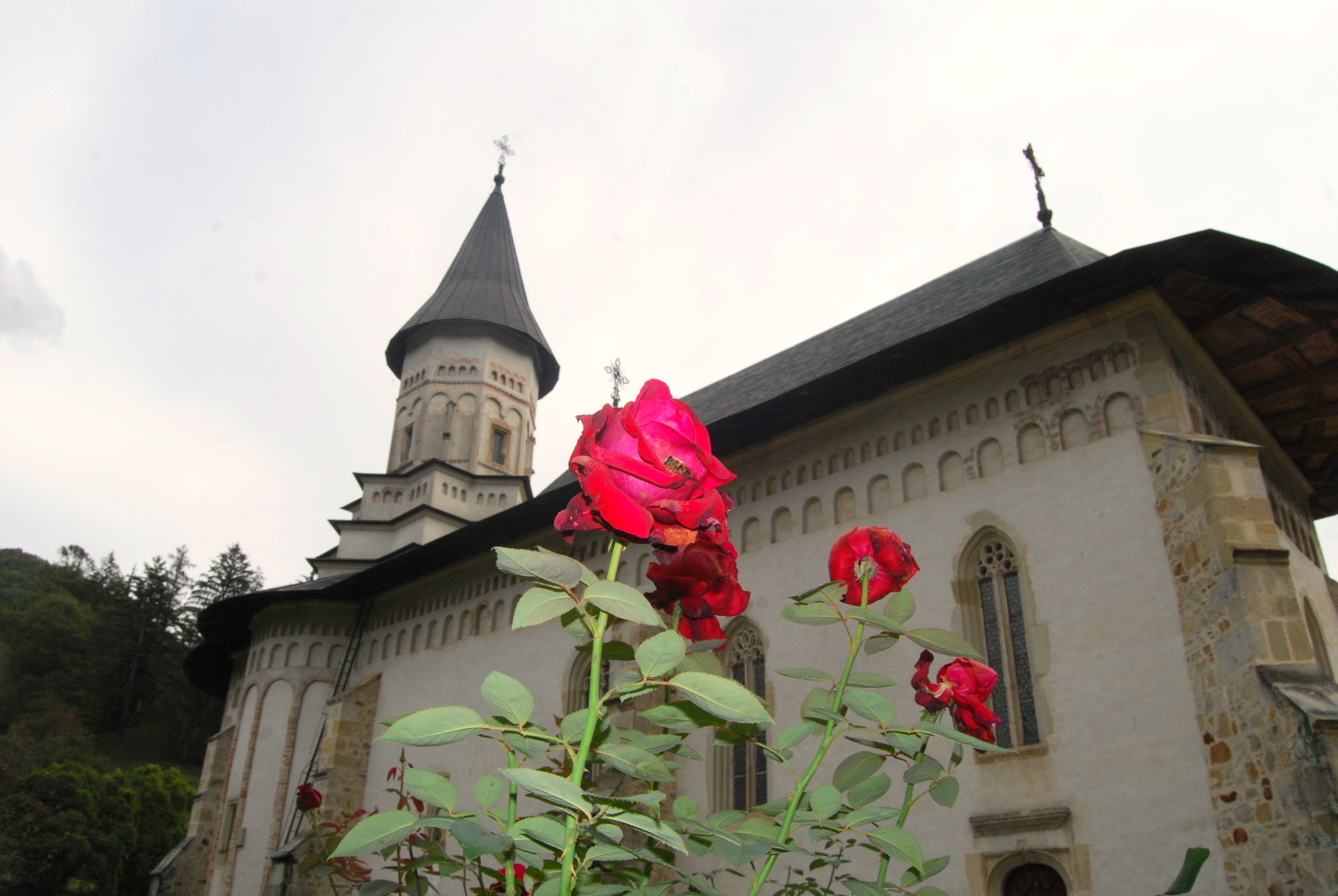
Biserica
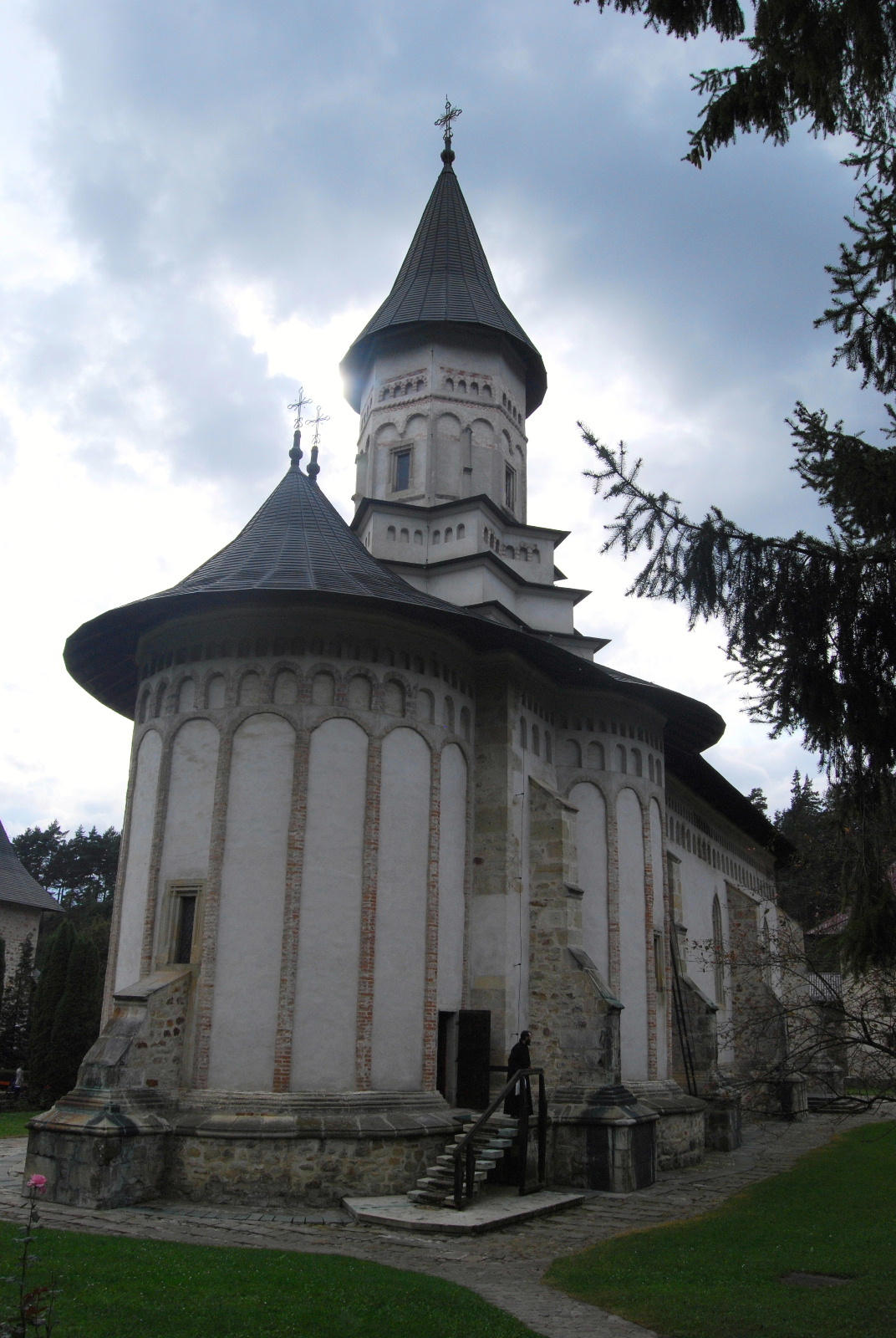
Biserica
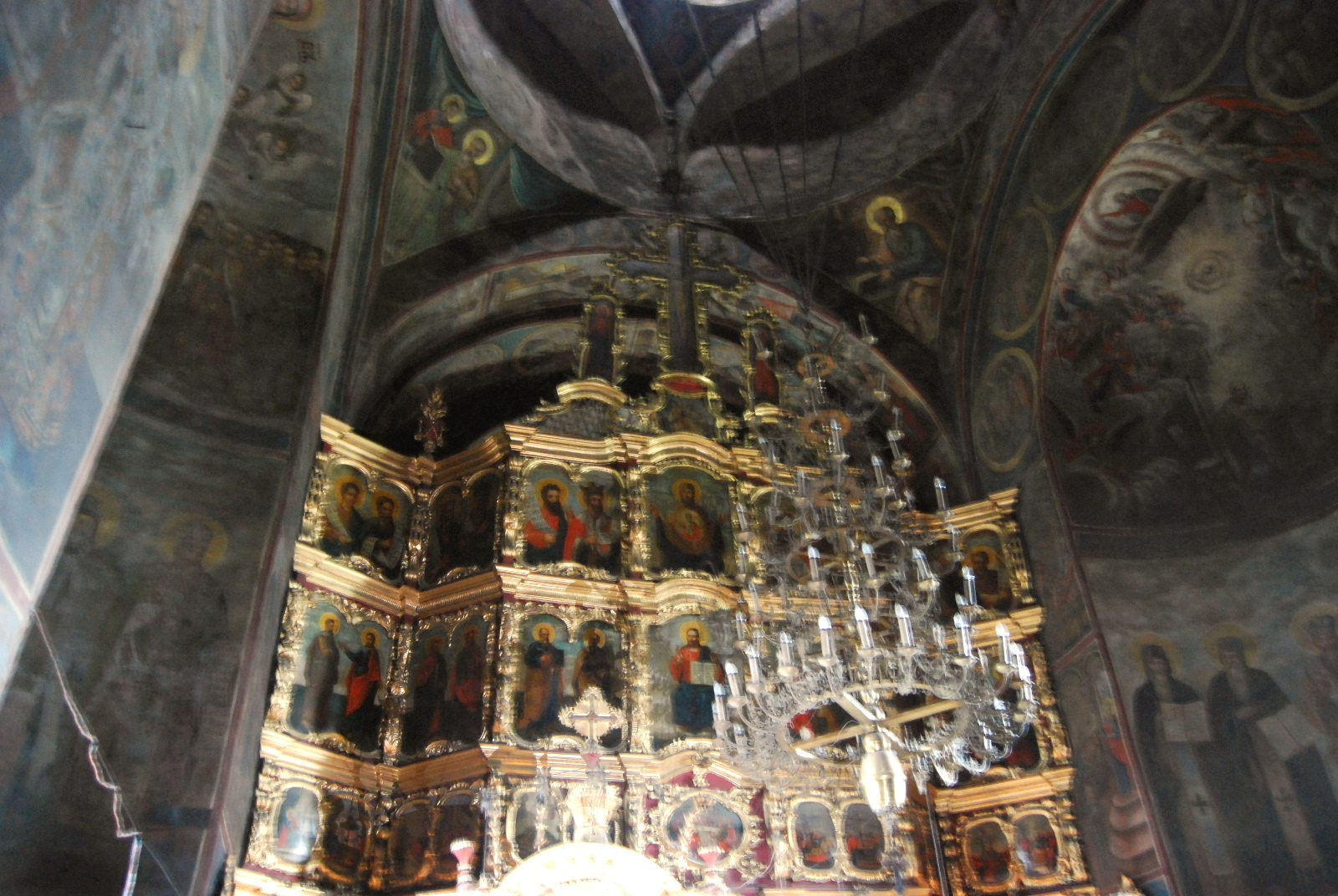
Iconostasul
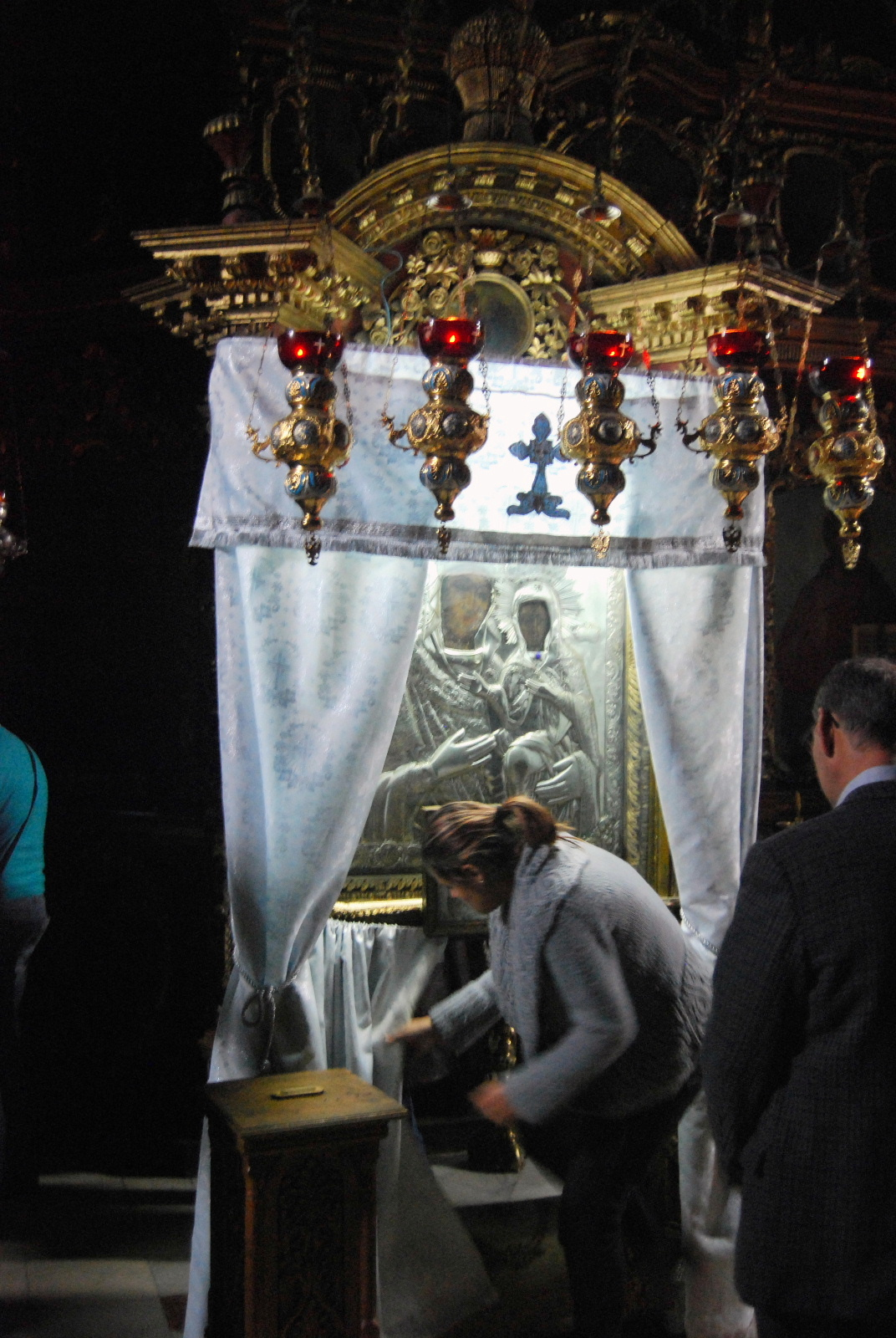
Icoana făcătoare de minuni
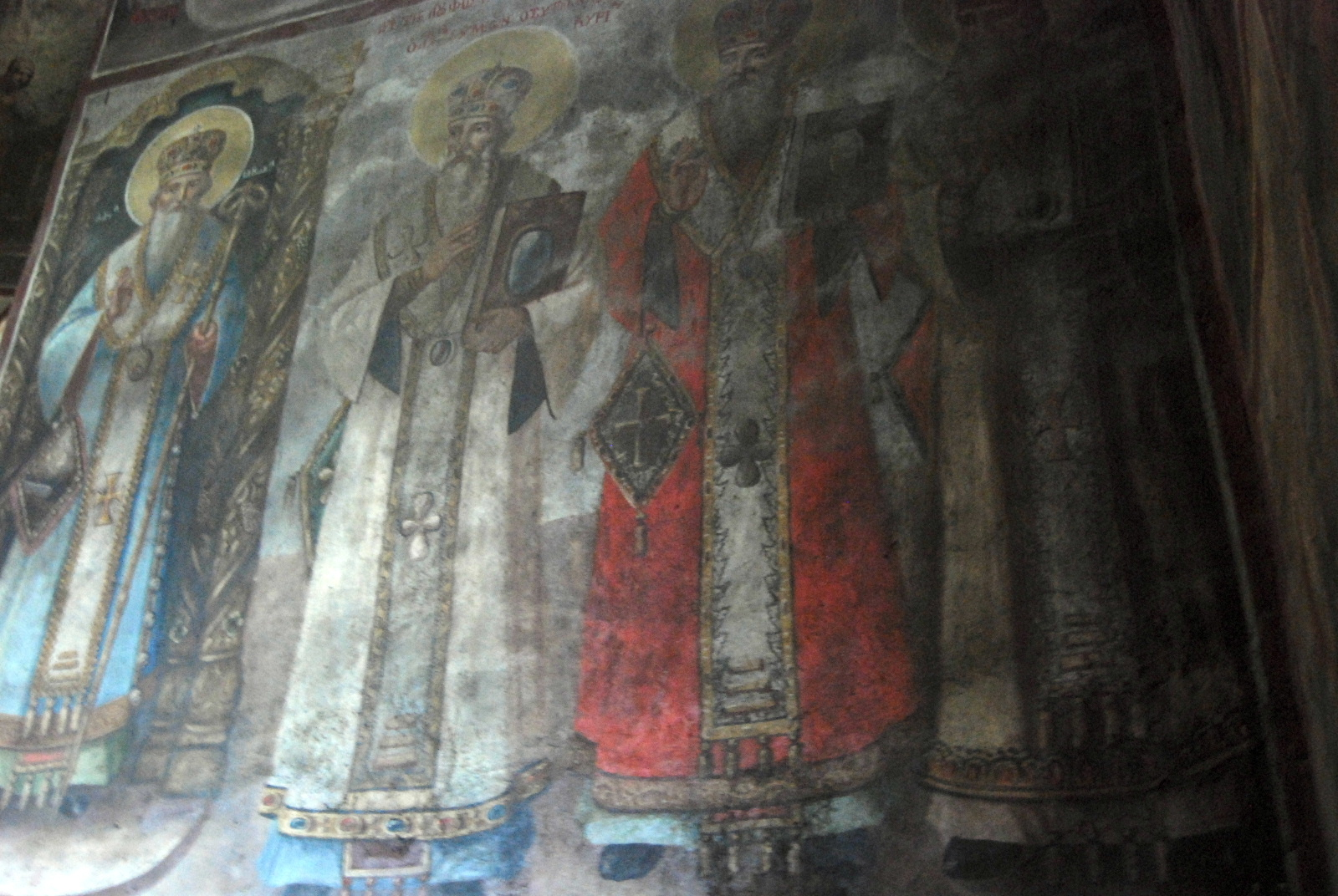
Frescă - Ierarhi
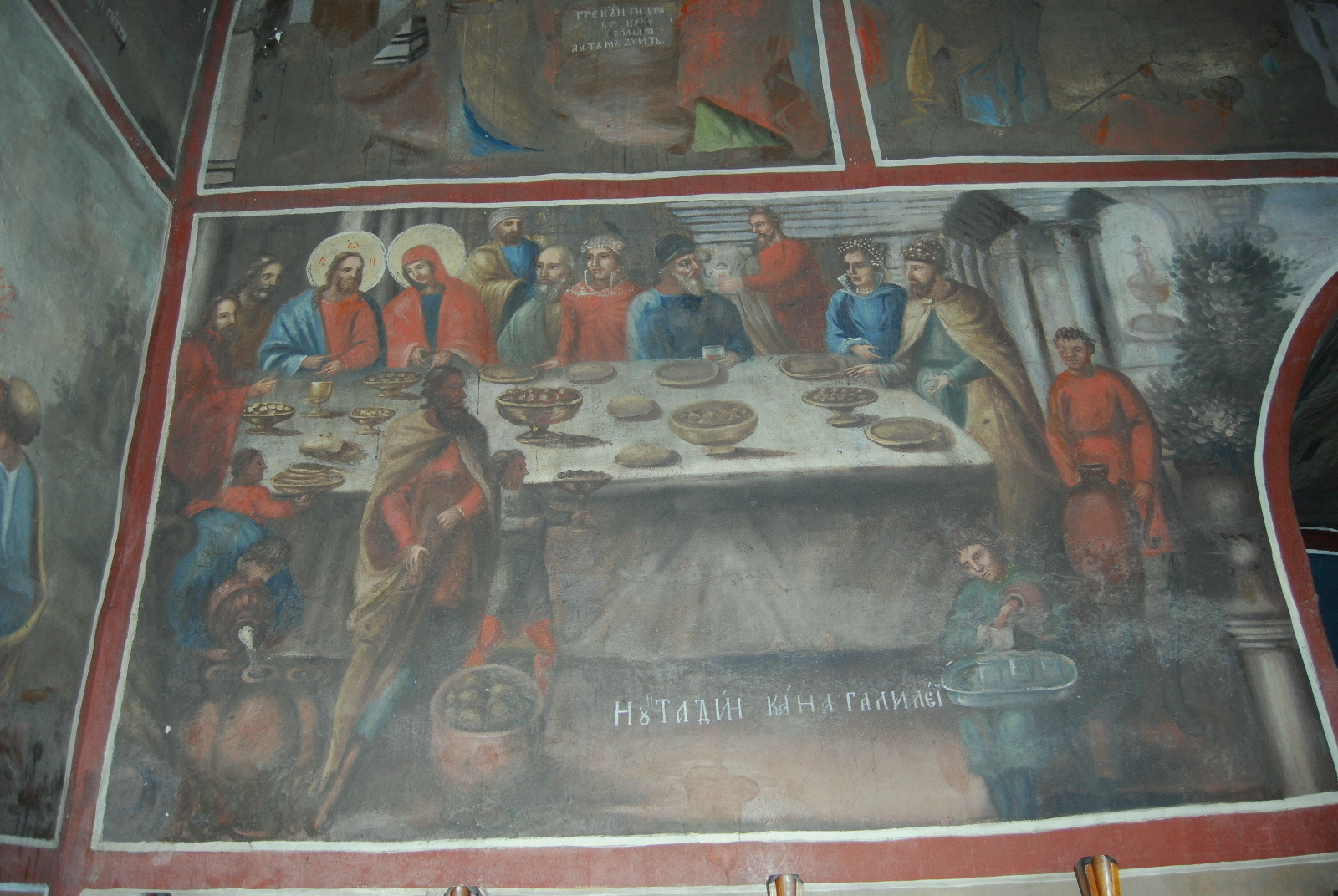
Frescă - Cina cea de taină
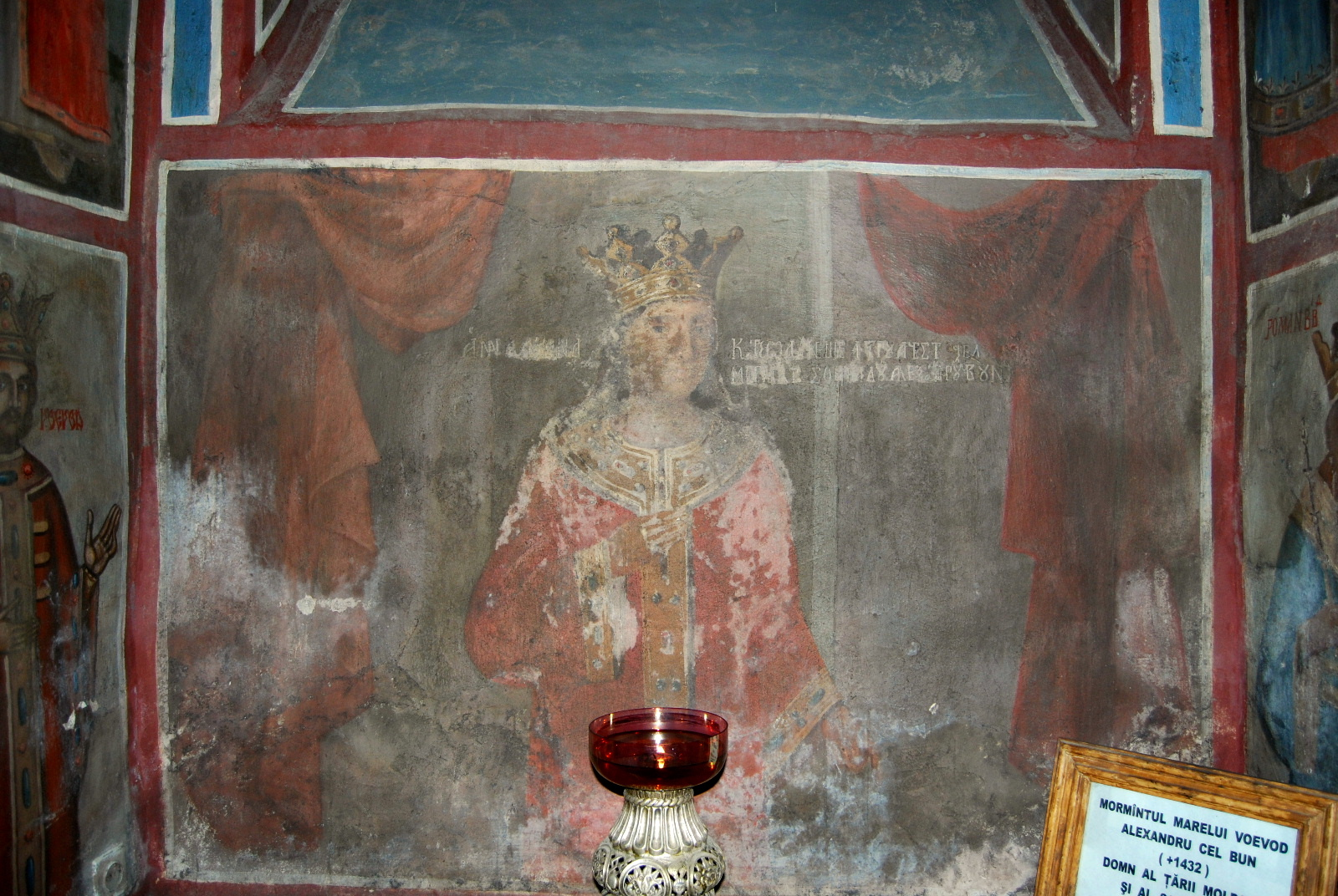
Momîntul lui Alexandru cel Bun
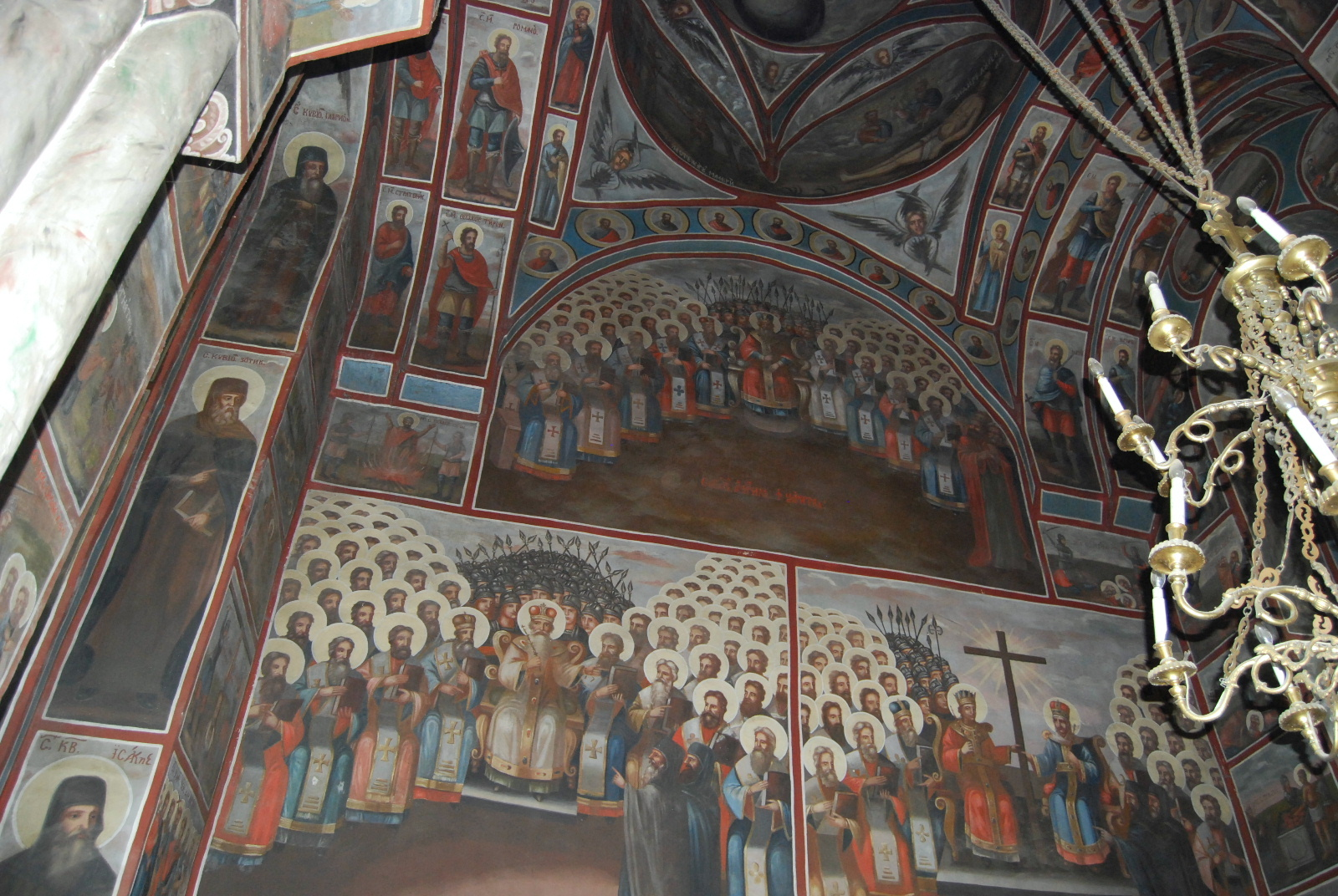
Interior
Frescă - Maica Domnului cu Pruncul Iisus
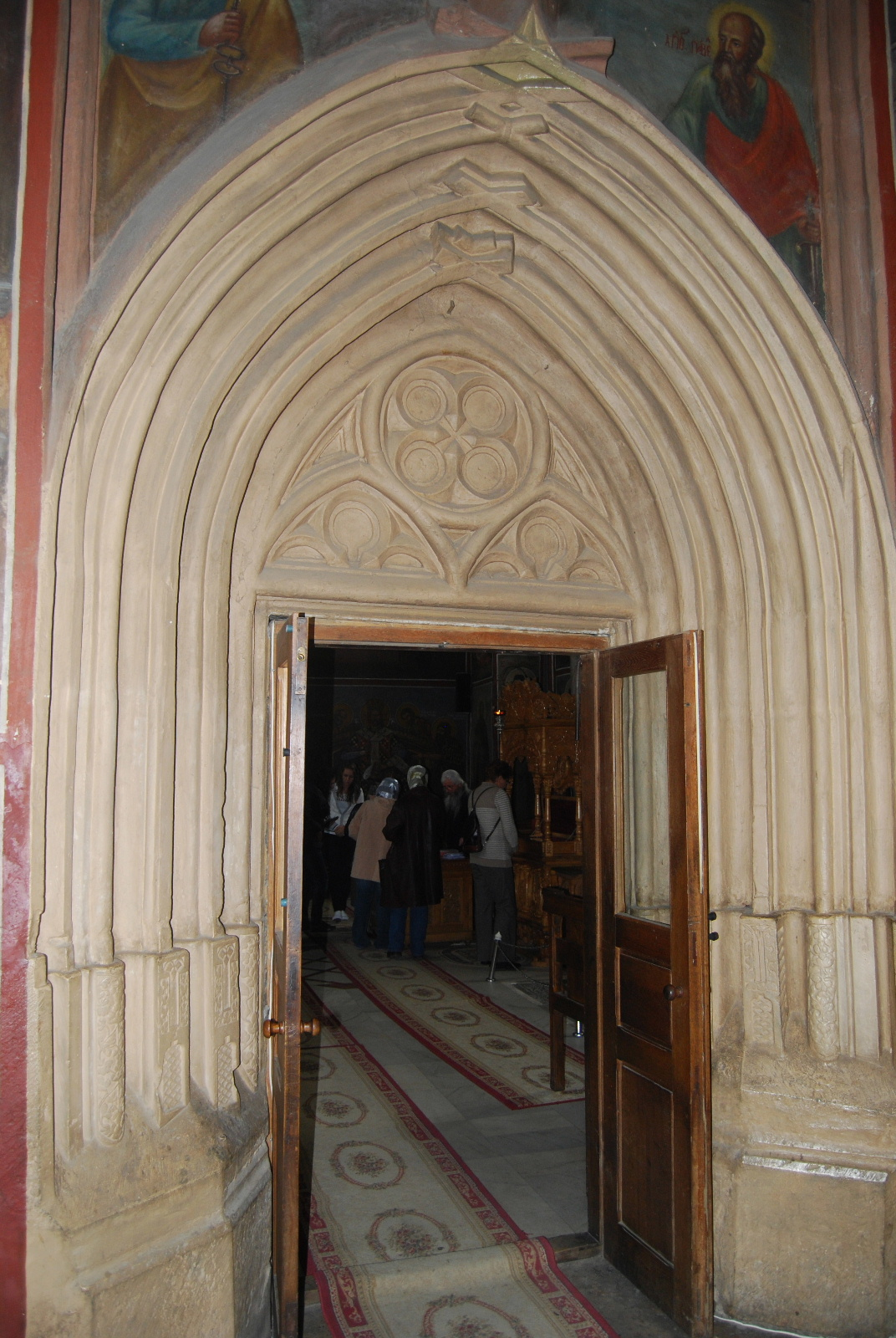
Ușă gotică
Intrarea
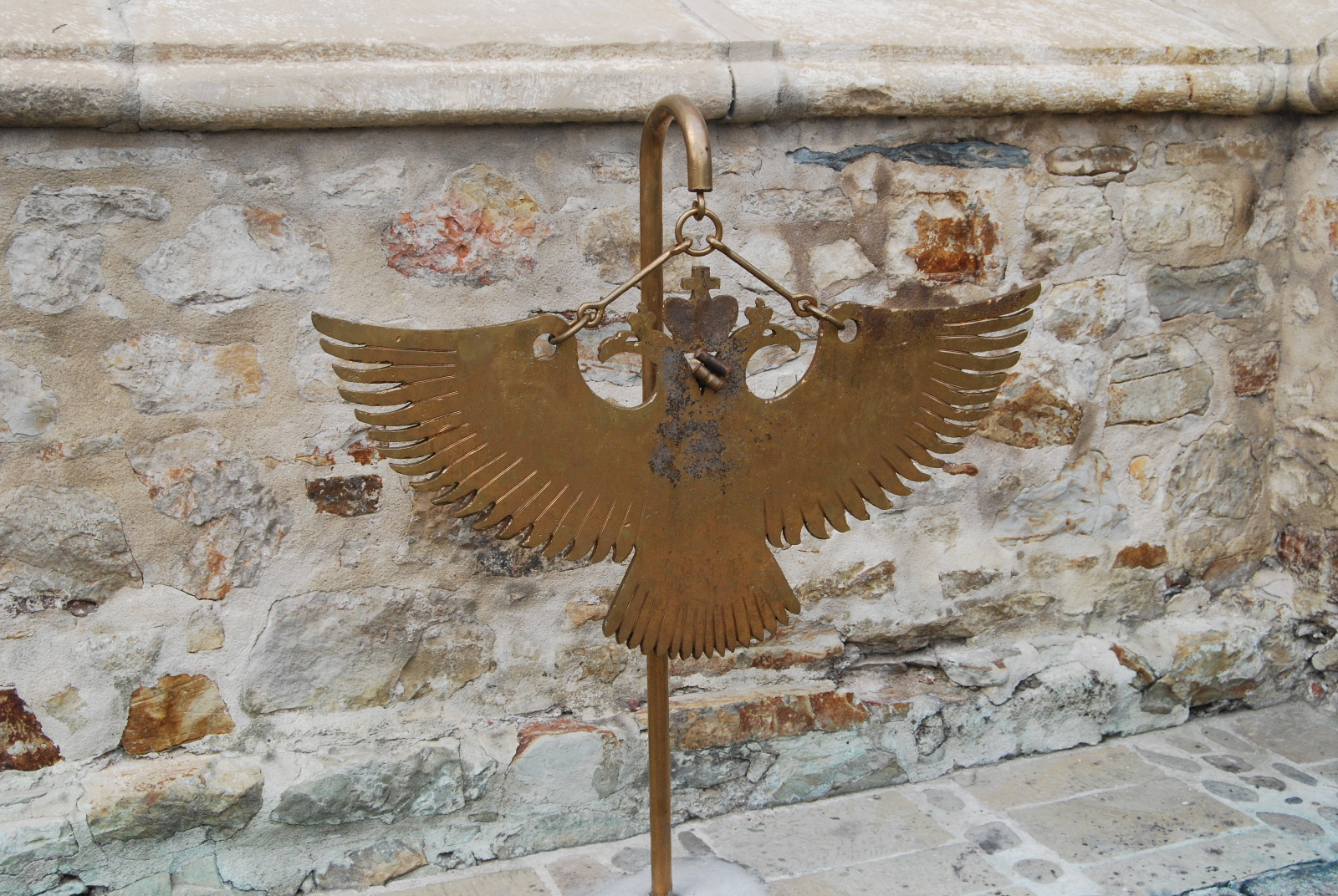
Toacă
Vedere de ansamlu
Călugăr cu toaca
Fântână
Statuia lui Alexandru cel Bun
Voievodul si biserica lui
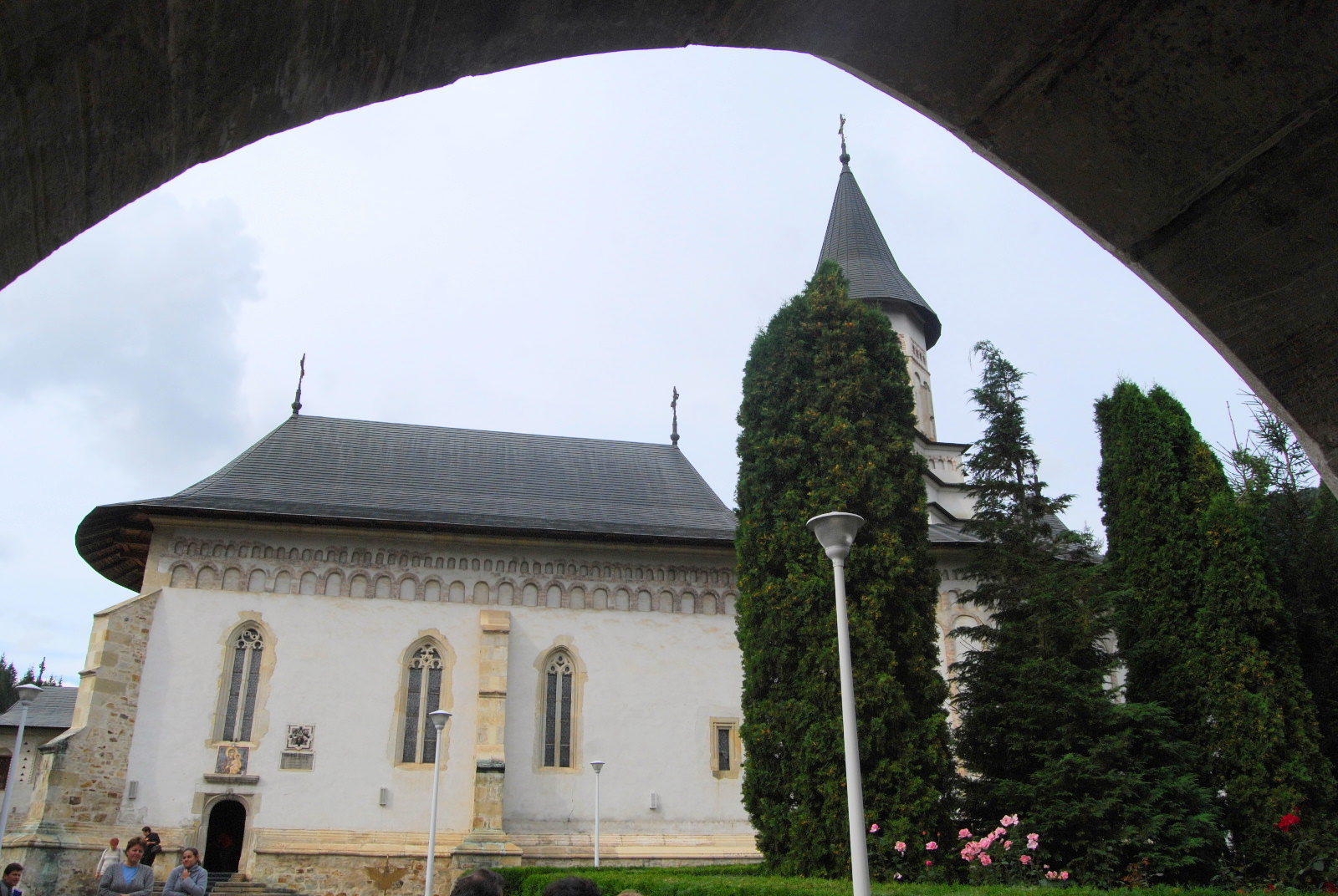
Pe sub boltă
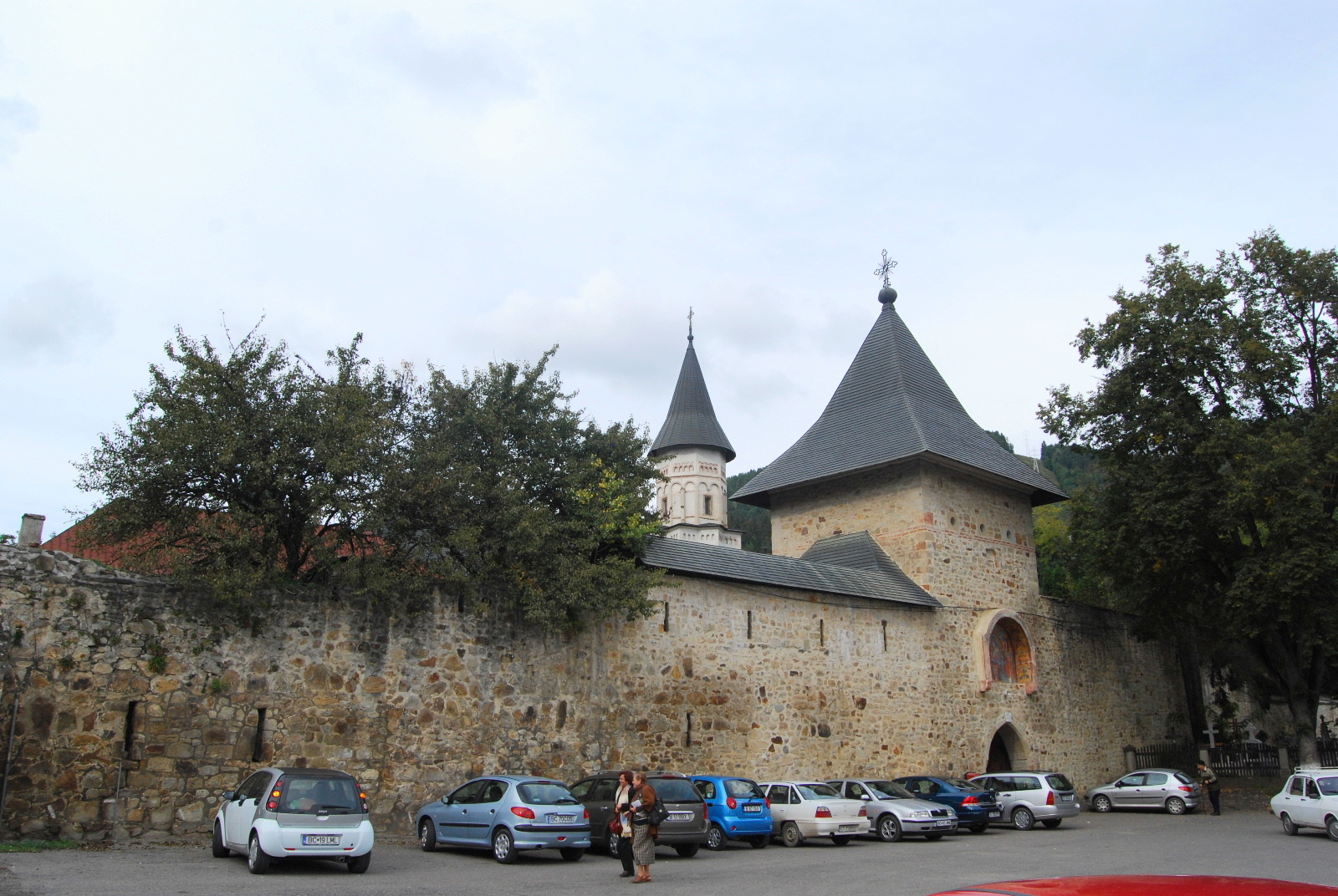
Turnul porții